# V395 Возничего
V395 Возничего (лат. V395 Aurigae), HD 43246 — тройная звезда в созвездии Возничего на расстоянии приблизительно 1163 световых лет (около 357 парсеков) от Солнца.
Пара первого и второго компонентов — двойная вращающаяся эллипсоидальная переменная звезда (ELL). Видимая звёздная величина звезды — от +7,43m до +7,34m. Орбитальный период — около 23,176 суток.

## Характеристики
Первый компонент — жёлто-белый гигант спектрального класса F5III, или F8III, или F8II. Радиус — около 9,2 солнечных, светимость — около 117,869 солнечных. Эффективная температура — около 6269 K.
Второй компонент — белая звезда спектрального класса B8V, или A0Vn, или A2p. Масса — около 3,048 солнечных.
Третий компонент — коричневый карлик. Масса — около 68,86 юпитерианских. Удалён на 2,169 а.е..